# Анатолійська кішка
Анатолійська кішка (англ. Anatoli) — порода кішок, що була визнана Всесвітньою федерацією кішок (WCF).

## Історія
Як і ангорські і ванські кішки, анатолійська кішка вважається аборигенною, природною породою, що сформувалася в умовах високогірного озера Ван, розташованого на Вірменському нагір'ї в Туреччині . Зважаючи на нещодавні дослідження, здійснені групами генетиків із США, вдруге здичавілі кішки з популяції, що живуть в Східній Анатолії сучасної Туреччини, є нащадками найдавніших одомашнених кішок. Тобто одомашнення кішки відбулося в цьому регіоні, а не в Єгипті, як вважалося раніше.
Дикі популяції цих кішок поширені також і в низинних, тепліших районах усього регіону, на території від Ірану до Кавказу та Іраку, включаючи Вірменію і південь Росії. Навіть бувши вдруге здичавілими, кішки в цих популяціях являють собою велику цінність саме своєю близькістю до генотипу так званого «дикого типу» домашньої кішки. Що культурнішою й одомашненою є порода, то більша ймовірність появи генетичних розладів і успадкованих захворювань. Не випадково анатолійські кішки відрізняються жвавістю темпераменту, достатньо високим для тварин інтелектом і хорошим здоров'ям.